# 사장조
사장조(-長調)는 사(G) 음을 으뜸음으로 하는 장음계이다.

## 같이 보기
- 화음